# 5-아미노이미다졸 리보뉴클레오타이드
5-아미노이미다졸 리보뉴클레오타이드(영어: 5-aminoimidazole ribonucleotide, AIR) 또는 5'-포스포리보실-5-아미노이미다졸(영어: 5'-phosphoribosyl-5-aminoimidazole)은 퓨린 뉴클레오타이드 합성의 대사 중간생성물이다. 5-아미노이미다졸 리보뉴클레오타이드(AIR)는 폼일글리신아미딘 리보뉴클레오타이드 사이클레이스(또는 5-아미노이미다졸 리보뉴클레오타이드 합성효소라고도 함)에 의해 폼일글리신아미딘 리보뉴클레오타이드(FGAM)로부터 생성된다.

## 같이 보기
- 폼일글리신아미딘 리보뉴클레오타이드 (FGAM)
- 카복시아미노이미다졸 리보뉴클레오타이드 (CAIR)
- 포스포리보실아미노이미다졸 카복실화효소 (AIR 카복실화효소)
- 5-(카복시아미노)이미다졸 리보뉴클레오타이드 생성효소
- 5-(카복시아미노)이미다졸 리보뉴클레오타이드 뮤테이스